# Cesar Kajka
Cesar Kajka (開化天皇 "Kajka-tenno"), znan tudi kot "Vakajamatonekohikooobi no Mikoto (稚日本根子彦大日日天皇)" je bil deveti japonski cesar v skladu s tradicionalnim nasledstvom. Njegovemu življenju ne moremo s sigurnostjo pripisati datumov, po dogovoru je vladal med leti 157 in 98 pr. n. št. v Obdobju Jajoj, lahko pa da je živel v prvem stoletju.

## Legenda
Sodobni strokovnjaki so postavili pod vprašaj obstoj vsaj prvih devetih cesarjev; Kajkov sin cesar Sudžin je prvi, za katerega sklepajo, da je dejansko obstajal. Ime Kajka-tenno mu je bilo dodeljeno posmrtno v času cesarja Kanmuja. Zgodovinarji ga obravnavajo kot "legendarno osebnost", saj so podatki o njegovem življenju redki in pogosto nezanesljivi. Šele vladavini cesarja Kinmeja v 6. stoletju lahko pripišemo preverljive datume, imena in časi vladanja zgodnjih cesarjev so bili potrjeni kot tradicionalni v času cesarja Kanmuja, 50. vladarja dinastije Jamato. V Kodžikiju in Nihon Šokiju sta zabeležena samo njegovo ime in rodoslovje. Bil naj bi drugi sin cesarja Kogena.
Trenutno ima kljub pomanjkanju dokazov o obstoju lastno cesarsko posvečeno svetišče (misasagi) z mavzolejem v Nari, imenovano Kasuga no Izakava no saka no e no misasagi. Uvrščajo ga kot zadnjega med osmimi nedokumentiranimi cesarji (欠史八代 "Kešši-hačidaj"), za katere ne poznamo legend, povezanih z njihovimi življenji.
Džien je dokumentiral, da je vladal iz palače Isakava-no-mija pri Kasugi, del kasnejše province Jamato. Njegovo posmrtno ime pomeni "odprta sprememba, razsvetljenje". Ni dvoma, da je ime kitajsko po obliki in budistično po implikaciji, kar nakazuje, da je bilo pridano stoletja kasneje, v času, ko so bile v Kodžiki zapisane legende o dinastiji Jamato.
- Grobnica cesarja Kajka
- Obeležje pri legendarni palači cesarja Kajka

1. 1 2  https://books.google.se/books?id=seI9DwAAQBAJ&pg=PA191